# 헤넙

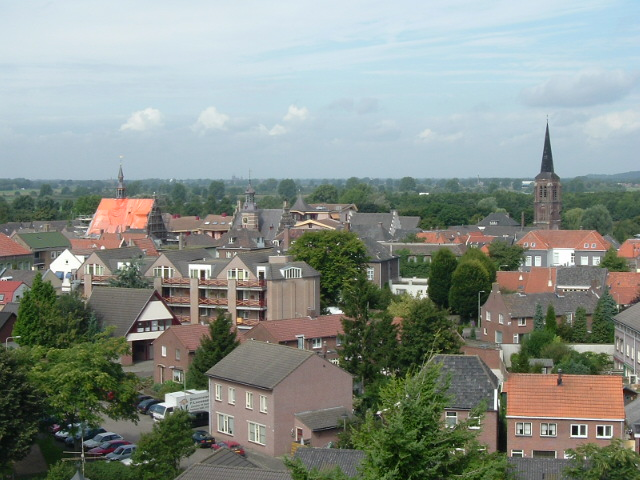
헤넙

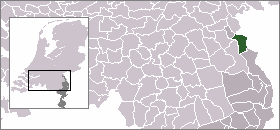
헤넙의 위치

헤넙(네덜란드어: Gennep)은 네덜란드 남부 림뷔르흐주의 도시로 면적은 50.42km2, 높이는 13m, 인구는 17,277명(2014년 5월 기준), 인구 밀도는 362명/km2이다.

시기
시 문장